# (160148) 2001 KV76
(160148) 2001 KV76 est un objet transneptunien, en résonance 2:7 avec Neptune avec un diamètre estimé à environ 120 km.